# J. van Oudshoorn
J. van Oudshoorn, pseudoniem van Jan Koos Feylbrief (Den Haag, 20 december 1876 – aldaar, 31 juli 1951) was een Nederlands literair schrijver.

## Leven
Van Oudshoorn werd geboren te Den Haag als zoon van een ambtenaar aan het Algemeen Rijksarchief. Hij volgde de HBS en studeerde aan de Indische Instelling te Delft. Op 1 oktober 1899 werd hij tweede klerk bij het ministerie van Buitenlandse Zaken, en in februari 1905 werd hij benoemd tot tweede kanselier van de ambassade te Berlijn, waar hij in 1911 directeur-kanselier werd. Hij trouwde op 16 april 1914 met de Berlijnse mannequin Marie Elise Gertrud Teichner. Het huwelijk bleef kinderloos.
Van Oudshoorn bemoeide zich weinig met het literaire leven van zijn tijd. Hij correspondeerde alleen met P.C. Boutens, Lodewijk van Deyssel en Frans Coenen, die bij verschillende uitgevers een lans voor Van Oudshoorns proza brak. Zijn enige contact met cultuur was de Berlijnse sociëteit Nederland en Oranje, die hij elke donderdagavond bezocht. Hij las weinig, maar zat 's avonds te schrijven aan een zich gestadig uitbreidend oeuvre van romans en novellen, die een verre echo lijken van het naturalisme van Marcellus Emants en de Tachtigers, maar waarin ook invloeden van de filosofie van Hegel herkenbaar zijn.
Per 1 januari 1933 werd hem in verband met overheidsbezuinigingen eervol ontslag verleend, waarbij hem tot zijn 65ste wachtgeld werd toegekend. Van Oudshoorn keerde terug naar Den Haag, waar hij tot zijn dood bleef wonen in een bovenwoning aan het Van Imhoffplein, aan welk verblijf een aan de gevel aangebrachte plaquette herinnert. In de Tweede Wereldoorlog verrichtte hij werkzaamheden voor het Departement van Volksvoorlichting en Kunsten. Na de bevrijding werd zijn functioneren tijdens de oorlog onderzocht, maar hem werd geen straf opgelegd.
De romans en verhalen van Van Oudshoorn zijn doortrokken van een pathologische omgevingsangst, soms uitmondend in verdwijning of moord, wat als zelfmoord moet worden geïnterpreteerd, zoals in zijn debuut Willem Mertens' levensspiegel (1914) of in het in 1965 postuum verschenen Bezwaarlijk verblijf. Dezelfde sombere levensvisie ligt aan Louteringen (1916) ten grondslag, hoewel minder subjectief dan in het debuut. Seksuele frustraties spreken uit de roman Tobias en de dood (1925). Iets luchtiger van toon is Achter groene horren (1943), dat als satire op het ambtenarenbestaan moet worden begrepen.
Uitgever Geert van Oorschot heeft Van Oudshoorns werk aan de vergetelheid ontrukt door de uitgave van zijn belangrijkste romans in één boek onder de verzameltitel Doolhof der zinnen (1950), ingeleid door Victor van Vriesland en met een flaptekst door F. Bordewijk. Daarvoor ontving Van Oudshoorn de Jacobson-prijs, groot 300 gulden. Later verschenen de romans ook apart in de Literaire Reeks De Witte Olifant van Van Oorschot.
In 1950 werd Van Oudshoorn ernstig ziek. Wellicht om die reden vierde men zijn 75ste verjaardag een jaar te vroeg. Een half jaar later overleed hij op 74-jarige leeftijd in Den Haag. Op de dag waarop hij 75 zou zijn geworden, werd op zijn graf een grafsteen onthuld. Van Oudshoorns echtgenote overleed in 1960, waarna de literaire nalatenschap op straat kwam te staan. Twee omwonenden wisten de boeken en papieren het lot van de vuilnisbelt te besparen, waarna de nalatenschap terechtkwam bij de letterkundige Wam de Moor. Deze verzorgde enkele uitgaven, onder meer van de nagelaten novelle Bezwaarlijk verblijf, en publiceerde in 1982 een tweedelige biografie.

#### Postuum uitgegeven
- Bezwaarlijk verblijf (novelle) (1965)
- Het onuitsprekelijke (brieven) (1968)
- Verzamelde Werken. Dl. 1: novellen en schetsen. Bezorgd door W.A.M. de Moor. (1968, 2de bijgewerkte druk 1976)
- Verzamelde Werken. Dl. 2: romans. Bezorgd door W.A.M. de Moor. (1974)
- Galant avontuur (1979)
- Een ietwat vreemd product. Vijf brieven rondom het verhaal 'Doodenakker'. Bezorgd door Jan Paul Hinrichs. ('s-Gravenhage: Statenhofpers, 2015)
- Dagboek 1943-1947. Bezorgd door Jan Paul Hinrichs.('s-Gravenhage: Statenhofpers, 2016)
- Dagboek 1934-1943. Bezorgd door Jan Paul Hinrichs. ('s-Gravenhage: Statenhofpers, 2017)
- Kaarten uit Berlijn. Bezorgd door Jan Paul Hinrichs. ('s-Gravenhage: Statenhofpers, 2018)